# Districtul Ghat
Ghat este un district în Libia. Are 22.770 locuitori pe o suprafață de 72.700 km².